# Euschistospiza dybowskii
L'astrilde di Dybowski o amaranto di Dybowski (Euschistospiza dybowskii (Oustalet, 1892)) è un uccello passeriforme della famiglia degli Estrildidi.

## Etimologia
Deve sia il nome comune che il nome scientifico all'esploratore francese Jean Dybowski.

## Descrizione

### Dimensioni
Misura circa 11–12 cm di lunghezza, coda compresa.

### Aspetto
Si tratta di uccelli dall'aspetto massiccio, muniti di un forte becco conico e appuntito.

La livrea è grigio topo su testa, petto e dorso, nera su coda, sottocoda, ventre e fianchi (con grossolana punteggiatura bianca su questi ultimi), bruno-olivastra sulle remiganti: dorso, codione e copritrici alari sono di colore rosso scuro. Il becco è nero, gli occhi sono bruno-rossicci con cerchio perioculare rosato, le zampe sono di colore carnicino-grigiastro.

Le femmine sono simili ai maschi, ma tendono a presentare colorazione ventrale più opaca e con punteggiatura ridotta o assente, oltre che colorazione rossa dorsale meno estesa.

## Biologia
Si tratta di uccelli diurni e molto schivi, che vivono in coppie o in gruppetti di 4-5 esemplari, rimanendo per la maggior parte del tempo al suolo o nei pressi di esso, pronti a rifugiarsi nel folto della vegetazione alla minima fonte di disturbo. Specialmente durante il periodo riproduttivo, le coppia si tengono in contatto mediante un richiamo che ricorda il verso del merlo o dell'usignolo. 

### Alimentazione
L'amaranto di Dybowski è un uccello essenzialmente granivoro, che si nutre principalmente di piccoli semi di graminacee, integrando inoltre la propria dieta con bacche, frutta e piccoli invertebrati, perlopiù insetti.

### Riproduzione
Si conosce piuttosto poco riguardo alle abitudini riproduttive in natura di questi uccelli così riservati: in base a osservazioni fatte su esemplari in cattività si sa che essi edificano un nido globoso e piuttosto grossolano con fibre vegetali, foderandolo internamente con muschio e piume e deponendovi all'interno 4-5 uova biancastre che vengono covate da ambedue i sessi per circa due settimane. Il maschio e la femmina collaborano nell'accudire i nidiacei, che alla nascita sono ciechi ed implumi, e che sebbene siano in grado d'involarsi attorno alle tre settimane di vita tendono a rimanere coi genitori fino a un mese e mezzo circa dalla schiusa. Durante la stagione degli amori le coppie divengono molto territoriali ed aggressive nei confronti di eventuali intrusi, che vengono inseguiti ed allontanati a colpi di becco.
L'amaranto di Dybowski viene parassitato dalla vedova del Camerun.

## Distribuzione e habitat
Questa specie occupa un areale che comprende gran parte del sahel, estendendosi dal Camerun al Sudan meridionale. Il suo habitat è rappresentato dalle zone erbose con presenza di aree boschive o cespugliose più o meno estese.